# Chanoinesses de Saint-Augustin de la congrégation Notre-Dame
Les Chanoinesses de Saint-Augustin de la congrégation Notre-Dame (en latin : Ordinis Canonissarum Regularium S.Augustini Congregationis Nostræ Dominæ) forment une congrégation religieuse féminine enseignante de droit pontifical.

## Historique

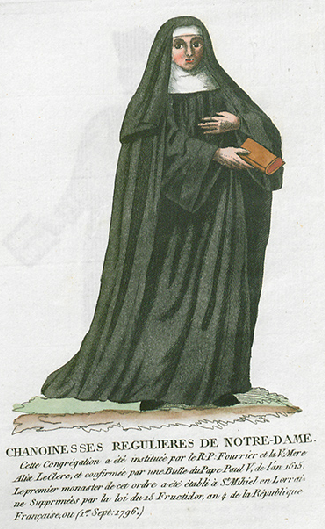
Chanoinesses de Saint-Augustin de la congrégation Notre-Dame.

La congrégation est fondée par saint Pierre Fourier (1564-1640). En 1597, il confie l'école de Mattaincourt à une petite communauté de femmes dirigée par la bienheureuse Alix Le Clerc (1576-1622). Le 25 décembre 1597, la jeune femme se consacre à Dieu avec quatre compagnes. 
Le cardinal de Lorraine approuve l'institut le 8 décembre 1603 et autorise les religieuses à s'installer dans les Trois-Évêchés. La congrégation se répand rapidement et ouvre des écoles dans de nombreuses villes du duché de Lorraine : Poussay, Mattaincourt, Saint-Mihiel, mais aussi dans le duché de Bar, le royaume de France et dans le Saint Empire romain germanique. La bulle du 8 août 1628 du pape Urbain VIII autorise la congrégation Notre-Dame et reconnaît à ses membres le vœu solennel d'enseignement. 
Les communautés ont, à l'origine, une organisation monastique et chaque maison est autonome. Au début du XXe siècle, un processus d'unification conduit plusieurs communautés à se fédérer dans l'union de Jupille (1910), puis l'union romaine (1932). En 1963, les deux unions qui comprennent presque toutes les maisons fusionnent en une seule congrégation basée à Rome. La congrégation n'est reconnue comme ordre apostolique que trois siècles après sa fondation lors du concile Vatican II.

## Activités et diffusion
Les sœurs se dédient à l'enseignement.
Elles sont présentes dans une douzaine de pays, sur quatre continents. 
- Europe : Belgique, France, Grande-Bretagne, Italie, Pays-Bas, Slovaquie, Hongrie.
- Amérique : Brésil, Mexique.
- Afrique : République démocratique du Congo.
- Asie : Chine, Vietnam.

La maison-mère est à Rome.
En 2017, la congrégation comptait 391 religieuses dans 80 maisons.